# Cristòfol Acxotecatl
Acxotecatl (? — Atlihuetza, Mèxic, 1527) va ser el fill d'un líder amerindi d'Atlihuetza que, segons la tradició, es va convertir al cristianisme a l'edat de 12 anys. Per aquest motiu fou assassinat pel seu pare i beatificat per l'Església catòlica. Es considera un dels primers protomàrtirs del cristianisme al continent americà. El seu cos incorrupte fou portat a la catedral de l'Estat de Tlaxcala. És un dels Màrtirs de Tlaxcala per l'església catòlica.